# Kerechikenahalli, Channarayapatna
Kerechikenahalli là một làng thuộc tehsil Channarayapatna, huyện Hassan, bang Karnataka, Ấn Độ.